# Hieronim Hermosilla
Św. Jerónimo Hermosilla y Aransay (ur. 30 września 1800 w Santo Domingo de la Calzada w Hiszpanii, zm. 1 listopada 1861 w Hải Dương w Wietnamie) – dominikanin, misjonarz, biskup, męczennik, święty Kościoła katolickiego.

## Życiorys
Urodził się w biednej, ale pobożnej rodzinie. W wieku 15 lat chciał zostać benedyktynem. Jednak pod rządami Napoleona I zakonom zabroniono przyjmować nowicjuszy. W związku z tym rozpoczął naukę w seminarium duchownym w Walencji. Jednak z powodu uwarunkowań politycznych musiał opuścić seminarium i trafił do wojska. Po powrocie do władzy króla Ferdynanda VII Hieronim Hermosilla mógł kontynuować naukę w seminarium, a ponadto wstąpił do zakonu dominikanów.
2 marca 1825 r. w towarzystwie 11 zakonników przybył do Manili. Tam też przyjął święcenia kapłańskie w 1826 r. W 1829 r. udał się do Wietnamu razem z trzema innymi misjonarzami. Po kilku miesiącach nauki języka wietnamskiego rozpoczął pracę misjonarza. W czasie prześladowań w 1838 r. był intensywnie poszukiwany, a nawet wyznaczono nagrodę za jego schwytanie. Prześladowcom jednak nie udało się go pojmać.
W sierpniu 1840 r. został mianowany wikariuszem apostolskim. W 1848 r., gdy liczba katolików w Wietnamie sięgnęła 184 000, poprosił Stolicę Apostolską o podzielenie diecezji na dwie części.
Na skutek zdrady dostał się w ręce prześladowców. Został uwięziony 20 października 1861 r. razem z katechistą Józefem Nguyễn Duy Khang i zabrany do miasta Hải Dương. Po odmowie podeptania krzyża zostali zamknięci w klatkach. Został ścięty 1 listopada 1861 r. razem z biskupem Berrio-Ochoa i Almato. Ich ciała pochowano w miejscu egzekucji, natomiast głowy wisiały przez trzy dni na bramie. Po kilku dniach ścięto również Józefa Nguyễn Duy Khang.
Beatyfikowany 20 maja 1906 r. przez Piusa X. Kanonizowany przez Jana Pawła II 19 czerwca 1988 r. w grupie 117 męczenników wietnamskich.
Wspomnienie świętego przypada 24 listopada w grupie 117 męczenników wietnamskich.